# Храм Успења Пресвете Богородице у Травнику
Храм Успења Пресвете Богородице је српска православна црква која се налази у Травнику. Припада митрополији дабробосанској, посвећен је Богородици, а изграђен 1854. године.

## Опште информације
Црква је посвећена Богородици, а оријентисана у правцу исток-запад. Унутрашњи део састоји се од наоса, нартекса и олтарског простора. Изнад нартекса налази се галерија, а она је повезана са галеријом преко дрвених степеништа које се налазе у просторији јужно од звоника. У наосу, према иконостасу налази се повишена солеја којој се приступа преко два степеника, која је у нивоу олтарског простора, који се завршава лучном апсидалном нишом. У централном делу храма налази се дрвени олтар. У склопу солеје у осовини цркве налази се полукружни амвон, а у југоисточном делу наоса испред солеје дрвени владичански трон.
Током тридесетих година 20. века, део икона и зидних фрески осликао је академски сликар Роман Петровић. Мермерна плоча у северном делу цркве има функцију проскомидије, а на јужној страни налази се дрвени ормар чија дужина одговара дужини олтарског простора, који има функцију ђаконикона. У наосу се налазе дрвене клубе за вернике. Црква припада типу једнобродних цркви са звоником, а зидана је од камених блокова. Има правоугаону основу димензија је дугачка 18, а широка 11 м. У основи цркве налази се звоник димензије 2,60х2,60 м, тако да укупна дужина цркве рачунајући и звоник износи 20,6 м. Са северне и јужне стране звоника налази се по једна споредна просторија идентичне ширине као и звоник и дужине 4,3 м, а ту се налази црквена канцеларија и предулаз звоника и галерија, са којима је просторија повезана степеницама. Обе споредне просторије имају засебне улазе са запада односно југа и одвојене су зидом од приземног дела звоника. Висина црквеног торња је 19,9 м, а камени зидови цркве су масивни и дебљи од метра.
Комисија за очување националних споменика БиХ на седници одржаној од 2. до 9. фебруара 2010. године донела је одлуку да се ова црква прогласи за национални споменик Босне и Херцеговине. Национални споменик састоји се од објекта цркве са фрескама и покретном имовином коју чине иконостас са 38 икона и 13 самосталних икона, зидом порте, као и објектом некадашње Прве српске школе у Травнику.
Порта цркве ограђена је три метра високим каменим зидом, чија је конструкција стабилизована хоризонталним дрвеним серклажом, сантрачима. Црква је до данас сачувала готово у потпуности првобитни изглед. О настанку иконостаса такође не постоје писани историјски подаци.
Димензије, облик, стилске одлике дуборезног украса и иконописа наводе на закључак да је дрворезбарен и сликан непосредно након градње цркве.

## Историјат
Црква је саграђена 1854. године, а обнављана 1892, 1924, 1977 и 2017. године. Поуздани извори о градњи цркве датирају из 1852. године, када је добијена дозвола за градњу од стране османских власти за њено подизање. Црквена општина је земљиште добила 1854. године од Шемсибега Ибрахимпашића Кукаквића. Није познато ко је био градитељ цркве, а поред ње, око 1870. године у склопу исте целине подигнута је Нова српска школа, познатија под називом Прва српска школа. Црква је била основна, а њену изградњу је одобрио Сафет Паша. Нова школа се 1903. године преселила у данашњу музичку школу у Транвику, а објекат старе школе постао је парохијски дом. Године 1911. црква је надограђена, а 1923. године изливено је црквено звоно у Сплиту и постављено у звоник травничке цркве. 
Не постоје подаци, али верује се да црква током Првог и Другог светског рата није значајно оштећена. Национализација некадашње школе извршена је 1956. године, али је један спрат објекта уступљен Црквеној општини Травник и служио за потребе цркве. Током друге половине 20. века извршени су радови одржавања цркве, а седамдесетих година извршена је конструктивна санација зидова порте цркве и замена њеног покривача. Крстионица у приземљу цркве престаје са радом 1988. године, а свештено лице сели се у нову кућу у Травнику, која је представљала дом свештеника. Објекат је од тада имао стамбену функцију и додељиван је службеницима општине Травник, решавајући тако њихова стамбена питања. Током Рата у Босни и Херцеговини у цркви није било верских активности, а њен јужни зид оштећен је од минобацачке гранате.
Године 2000. црква је поново стављена у службу верника, а за протонамесника именован је Горан Живковић. Током 2017. и 2018. године извршена је реконструкција цркве.

## Иконостас
Простор између наоса и олтарског прозора затвара иконостас који се састоји од три нивоа. У доњем се налазе Царске двери, а у две горње 15 односно 11 икона. Иконостас је у целости очуван и представља битан дуборезачки рад, какав се на простору Балкана појављује под руско-украјинским утицајем у 18. веку. Конструкција иконостаса има елементе необарока, профилисани слој дрвета је украшен техником сјајне позлате. Иконе су рађене техником уља на платну и вероватно су настале у првој половини 19. века, када је црква посвећена. Иконостас травничке православне цркве састоји се од парапета и три хоризонтална низа икона. У првом низу су престоне иконе Богородице са Христом дететом и Христа Пантократора. Поред царских, иконостас има и бочне двери, са иконом арханђела Михаила на северној и архиђакона Стефана на јужној страни. У централним овалним медаљонима на царским дверима су архангел Гаврило и Богородица, изнад њих пророци Давид и Соломон, а у најнижој зони су свети архијереји, на левом крилу двери Свети Василије и Свети Јован, а на десном свети Григорије и Свети Никола.
На врху иконостаса је Распеће, са ликовима јеванђелиста у овалним медаљонима око разапетог Христа (Матеј северно, Марко јужно, Јован изнад, а Лука испод крста) и иконама Богородице (северно) и Јована Богослова (јужно). У подножју Распећа су изрезбарене две велике адосиране немани.
Иконе арханђела Михаила и архиђакона Стефана на бочним дверима рад су мајстора који је напустио зографски иконопис и прихватио решења
потекла из барокних и класицистичких узора. Иконостас црквe богато је украшен дуборезом. Основа
је бојена у плаво, изузев на парапетима испод престоних икона, где је фон црвен. Дуборез је позлаћен, аплициран на дрвену подлогу и нема перфорираних делова. Једноставно профилисани хоризонтални венци деле иконостас на три хоризонталне зоне. Подела по вертикали је у зони престоних икона изведена помоћу шест стубова, који имају
торусима и трохилусима профилисане позлаћене базе и капителе са резбареним мотивом палмета. У доњој половини су украшени дугуљастим
једноставним лисним мотивом, а у горњој их обавија врежа винове лозе са гроздовима.
Дуборез на два квадратна парапета има широко замишљен флорални украс, са централном розетом око које се развијају четири симетрично постављена медаљона компонована од лишћа. Лисната лоза са пупољцима и розетама украшава Царске двери. Овални медаљони са ликовима Богородице и арханђела из Благовести и четворице светих архијереја на царским дверима опточени су једноставним обрубом од лишћа, док су око медаљона са ликовима пророка Давида и Соломона изнад Благовести изрезбарене бордуре са лишћем и ружицама. На врху царских двери је
овална икона Христа који благосиља обема рукама, а око ње је резбарен украс у виду лишћа. Овалне иконе на бочним дверима имају веома богат дуборезни оквир
у виду лозе са лишћем и ружицама, какве се налазе и на другим деловима дубореза, али се овде појављују и мотив жира и звоноликих цветова, који се не срећу на резбарији царских двери, нити на другим површинама иконостаса.
Лукови изнад царских и бочних двери, као и изнад престоних икона су трочлани и покривени дуборезом у облику врежа са крупним листовима, а у осовини сваког стуба је резбарена птица раширених крила. Венац који дели зону двери и престоних икона од зоне Деизисног чина украшен је дуборезом са мотивом вреже винове лозе са гроздовима. Врежа се преплиће формирајући овалне медаљоне, а унутар сваког од њих је по једна птица која кљуца грозд. У средишњем овалу, изнад царских двери је лик Христов на Мандилиону у кружном медаљону. Иконе у зони Деизисног чина међусобно су раздвојене стубићима покривеним резбаријом у облику трака које се преплићу и унутар којих
су смештене шестолатичне руже.
Стубићи имају капителе истоветне онима у зони престоних икона. На исти начин украшени стубићи раздвајају и иконе у трећем реду иконостаса. Венац између друге и треће зоне иконостаса је украшен једноставном резбаријом у облику палметица. Изнад икона Деизисног чина, као и изнад икона највише зоне, постављени су трочлани лукови, покривени резбаријом са мотивима крупних цветова изнад стубића. Из тих цветова радијално излази перасто дугачко лишће
у које су уплетене шестолатичне ружице. Између троделних лукова и правоугаоно завршених икона смештен је дуборезни украс у облику три цвета, од којих је средишњи већи. Крајње северно, као и крајње јужно поље у највишој зони иконостаса уместо иконе испод троделног лука имају цветни дуборезни украс.
Распеће на врху иконостаса и иконе Богородице и Јована Богослова око Распећа опточени су дуборезом у којем се понављају мотиви лишћа и цвећа са доњих зона. Висока конструкција олтарске преграде усклађена је са пропорцијама наоса и олтара. Подела на три зоне акцентирана је профилисаним венцима, а вертикално рашчлањивање остварено је стубовима. Појединачне иконе наглашене су декоративним аркадама, чији ритам доприноси складу хоризонталних зона.  У дрворезбареном украсу ове цркве доминирају аплицирани елементи форме дугачког перастог лишћа, палмета, већих и мањих ружа и гроздова. Мотив птица је уситњен и дискретан, једва приметан у целини дуборезног украса.